# Charles Lalo
Charles Lalo (Périgueux, 24 de febrero de 1877 – París, 1 de abril de 1953) fue un escritor y filósofo francés. Destacó por sus trabajos de estética.

## Biografía
Lalo estudió filosofía y teoría de la educación, en Bayona y París, obtención de un doctorado en la Sorbona. Tras un período de maestro de escuela, logró la cátedra de estética Victor Basch en la Sorbona, que se celebrará a partir de 1933 hasta su muerte.
En 1948 fundó la Revue d'esthétique, en colaboración con Étienne Souriau y Raymond Bayer.

## Obras
- Esquisse d'une esthétique musicale scientifique, 1908.
- Les sentiments esthétiques, 1909.
- Introduction à l'esthétique; les méthodes de l'esthétique, beauté naturelle et beauté artistique, l'impressionnisme et le dogmatisme, 1912.
- L'art et la vie sociale, 1921.
- L'art et la morale, 1922.
- Notions d'esthétique, 1925.
- L'expression de la vie dans l'art, 1933.
- Éléments d'une esthétique musicale scientifique, 1939.
- L'art loin de la vie, 1939.
- Esthétique du rire, 1949.